# Салаватово
Салава́тово (рос. Салаватово, башк. Салауат) — присілок у складі Абзеліловського району Башкортостану, Росія. Входить до складу Таштімеровської сільської ради.
Населення — 323 особи (2010; 337 в 2002).
Національний склад:
- башкири — 100%